# Haruna Niyonzima
Haruna Niyonzima, né le 5 février 1990, est un footballeur rwandais évoluant actuellement au poste de milieu de terrain au Young Africans FC.

## Palmarès
- Champion du Rwanda en 2009, 2010 et 2011 avec l'APR FC
- Vainqueur de la Coupe Kagame inter-club en 2010 avec l'APR FC, en 2012 avec le Young Africans FC
- Vainqueur de la Coupe du Rwanda en 2008, 2010 et 2011 avec l'APR FC
- Champion de Tanzanie en 2013 avec le Young Africans FC